# 1449-es busz
Az 1449-es jelzésű autóbuszvonal egy Debrecen és Sátoraljaújhely között közlekedő országos járat, amelyet a Volánbusz Zrt. üzemeltet Nyíregyháza és Tokaj érintésével.

## Útvonala
Debrecen autóbusz-állomásról indul. A 4-es főúton Nyíregyháza felé kezd el haladni, a megyeszékhely után az első település Bocskaikert. Azt követi Téglás, majd a szomszédos Újfehértó. Ismételten egy megyei jogú városhoz ér, Szabolcs-Szatmár-Bereg megye központjába, Nyíregyházára. A 38-as főúton és Nyírteleken halad tovább és egy újabb várost érint, Rakamazt. Megyehatárt lép, a Tiszán is átrobog Tokajba. A borvidékéről híres terület északi részét súrolja Bodrogkeresztúr, majd Bodrogkisfalud. Szegi és Szegilong községek után a 100. kilométert átlépve Olaszliszkára érkezik. Vámosújfaluban helyezkedik el a környék egyik vasútállomása, az Olaszliszka-Tolcsva vasútállomás, viszont nem nyújt csatlakozást egyik irányban sem. Sárazsadánynak mindössze a határában halad el, a zempléni térség egyik legnagyobb városát, Sárospatakot a járat a 37-es főúttal párhuzamosan futó 3801-es mellékúton közelíti meg, mindössze Bodrogolaszi előzi meg és az egykori, ma már a településhez csatolt Bodroghalász. Az állomás után a főúton folytatja tovább kilométereit, először a végardói, aztán a károlyfalvai elágazással találja szemben magát. 3 óra után éri el a szlovák határ menti Sátoraljaújhelyet, a vasútállomása mellett végállomásozik általában. Egyetlen naponta közlekedő pár a Zempléni Kalandpark melletti parkolóba érkezik reggel, majd délután onnan indul.
Ellentétes irányban útvonala változatlan.

### Tudnivalók
- Országbérlet érvényesíthető a járaton.
- Kiegészítőjegy vásárlása nem szükséges.
- Felszállási / leszállási korlátozás az alábbi megállókban:

| Megálló                               | Sátoraljaújhely felé | Debrecen felé   | Megjegyzés                        |
| ------------------------------------- | -------------------- | --------------- | --------------------------------- |
| Nyíregyháza, almatároló               | csak leszállás       | csak felszállás |                                   |
| Sátoraljaújhely, Kossuth u. 33.       | csak leszállás       | –               | Csak a kalandparkig közlekedőről. |
| Sátoraljaújhely, Hősök tere           | csak leszállás       | –               | Csak a kalandparkig közlekedőről. |
| Sátoraljaújhely, Vasvári Pál u.       | csak leszállás       | –               | Csak a kalandparkig közlekedőről. |
| Sátoraljaújhely, közigazgatási iskola | csak leszállás       | –               | Csak a kalandparkig közlekedőről. |
| Sátoraljaújhely, Kazinczy u. 70.      | csak leszállás       | –               | Csak a kalandparkig közlekedőről. |
| Sátoraljaújhely, Kazinczy u. 138.     | csak leszállás       | –               | Csak a kalandparkig közlekedőről. |
| Sátoraljaújhely, torzsás              | csak leszállás       | –               | Csak a kalandparkig közlekedőről. |

## Közlekedése
Indításai mindössze 1 vasútállomásig naponta közlekedő párból, 1 kalandparkig naponta közlekedő párból, és egy tanévben vasárnapokon, Sátoraljaújhelyből Debrecenbe robogó gyorsjáratból (9 megállót érint) áll. A környék egyetlen távolsági/országos járata.
| Útvonal                                           | Indításszáma | Közlekedése       |
| ------------------------------------------------- | ------------ | ----------------- |
| Debrecen, aut. áll. – Sátoraljaújhely, vá.        | 1 pár        | naponta           |
| Debrecen, aut. áll. – Sátoraljaújhely, kalandpark | 1 pár        | naponta           |
| Sátoraljaújhely, vá. ➝ Debrecen, aut. áll.        | 1 oda        | tanévben vasárnap |

## Megállóhelyei
| – A megállóban a gyorsjárat nem áll meg. – A megállóban felszállási / leszállási korlátozás van. |                                                        |          | |
| 0                                                                                                | Debrecen, autóbusz-állomás végállomás                  | 0.0 km   | 3, 4, 5, 5A, 10, 10Y, 19, 19H, 20E, 25, 25Y, 34, 35, 35E, 35Y, 36, 41, 41Y, 42, 45, 46, 46E, 46EY, 46H, 60, 60H, 93, 94, 125, 125Y, 146 1301, 1343, 1344, 1372, 1373, 1374, 1410, 1432, 1440, 1441, 1443, 1446, 1447, 1450 4425, 4304, 4323, 4324, 4400, 4401, 4402, 4403, 4405, 4406, 4407, 4408, 4410, 4412, 4413, 4414, 4415, 4416, 4420, 4421, 4422, 4423, 4430, 4431, 4432, 4434, 4438, 4440, 4445, 4446, 4450, 4451, 4452, 4459, 4460, 4461, 4463, 4464, 4466, 4512 |
| 1                                                                                                | Debrecen, vasútállomás                                 | 1.0 km   | 5, 5A, 10, 10A, 10Y, 14, 14I, 16, 18, 18Y, 20E, 21, 30, 30A, 30H, 30I, 30N, 37, 37A, 39, 39X, 42, 43, 44, 46, 46E, 46EY, 46H, 46Y, 47, 47Y, 48, 52E, 60, 60A, 60H, 61, 90Y, 91Y, 93, 94, 146, A1, R1 1374, 1432, 1440, 1441 4425, 4304, 4323, 4324, 4400, 4401, 4402, 4403, 4405, 4406, 4407, 4408, 4410, 4412, 4413, 4414, 4415, 4416, 4420, 4421, 4422, 4423, 4430, 4431, 4432, 4434, 4438, 4506, 4512, 4521 1, 2 Cívis InterRégió, Panoráma expresszvonat, Szabolcsi Tekergő expresszvonat, Aranypart expresszvonat, Latorca nemzetközi InterCity, Nyírség InterCity, Tokaj InterCity, Kraszna InterCity, Szamos EuroCity, S506 , személyvonat – Debrecen [100/105/108/109/110.] |
| 2                                                                                                | Debrecen, Árpád tér                                    | 3.6 km   | 3, 5, 5A, 11, 16, 24, 24Y, 52E, 92 4425, 4304, 4323, 4324, 4400, 4401, 4402, 4403, 4405, 4406, 4407, 4408, 4415 |
| 3                                                                                                | Debrecen, köztemető                                    | 5.3 km   | 3, 5, 5A, 22, 22Y, 24, 24Y 4425, 4304, 4400, 4401, 4402 |
| 4                                                                                                | Bocskaikert, Vakegér Vendéglő                          | 15.5 km  | 4425, 4304, 4400, 4401, 4402 |
| 5                                                                                                | Hajdúhadház, városháza                                 | 20.0 km  | 4425, 4304, 4400, 4401, 4402, 4408, 4409, 4481 |
| 6                                                                                                | Téglás, városháza                                      | 23.4 km  | 4425, 4304, 4400, 4401, 4402, 4481 |
| 7                                                                                                | Téglás, Kossuth utca 135.                              | 24.4 km  | 4402 |
| 8                                                                                                | Újfehértó, iskola                                      | 30.7 km  | 4428, 4281, 4282, 4304, 4402 |
| 9                                                                                                | Újfehértó, Fő tér                                      | 33.2 km  | 4428, 4231, 4281, 4282, 4304, 4402, 4491 |
| 10                                                                                               | Újfehértó, Nyíregyházi utca 56.                        | 35.9 km  | 4231, 4281, 4282 |
| 11                                                                                               | Nyíregyháza, Palánta utca                              | 48.2 km  | 3, 3A, 13Y, 24, 30, 30A, 90, 91, 97, H30, H31 4231, 4281, 4282 |
| 12                                                                                               | Nyíregyháza, almatároló                                | 50.6 km  | 3, 3A, 10, 10J, 10Y, 12, 24, 30, 30A, 90, 91, 96, H30, H31, H35 1446 4231, 4281, 4282 |
| 13                                                                                               | Nyíregyháza, autóbusz-állomás                          | 52.8 km  | 1, 1A, 2, 3, 3A, 4, 12, 24, 30, 30A, 90, 90E, 91, H30, H31, H35, H40 1369, 1371, 1426, 1427, 1428, 1446 3877, 3881, 4200, 4201, 4202, 4203, 4205, 4206, 4207, 4208, 4209, 4210, 4211, 4212, 4213, 4214, 4215, 4216, 4217, 4218, 4219, 4220, 4221, 4222, 4224, 4225, 4231, 4232, 4233, 4234, 4235, 4236, 4237, 4238, 4239, 4240, 4241, 4242, 4243, 4248, 4250, 4253, 4271, 4281, 4282, 4290, 4291, 4304, 4381 |
| 14                                                                                               | Nyírtelek, Ady Endre utca                              | 61.9 km  | 4242, 4243 |
| 15                                                                                               | Virányos, autóbusz-váróterem                           | 71.4 km  | 4243 |
| 16                                                                                               | Rakamaz, vasútállomás                                  | 79.5 km  | 3881, 4243, 4244, 4245, 4246 gyorsvonat, Tokaj InterCity, személyvonat – Rakamaz [100c] |
| 17                                                                                               | Rakamaz, városháza                                     | 80.3 km  | 3881, 4243, 4245, 4246 |
| 18                                                                                               | Tokaj, Mosolygó utca 1. (↓) Tokaj, Serház utca 38. (↑) | 85.2 km  | 3807, 3808, 3853, 3874, 3881, 3885, 3892, 3895, 3896, 4243 |
| 19                                                                                               | Tokaj, kereskedelmi szakmunkás szakközépiskola         | 87.0 km  | 3807, 3808, 3853, 3874, 3881, 3885, 3892, 3895, 3896, 4243 |
| 20                                                                                               | Tokaj, egészségügyi központ                            | 87.6 km  | 3807, 3808, 3853, 3874, 3881, 3885, 3892, 3895, 3896, 4243 |
| 21                                                                                               | Bodrogkeresztúr, tarcali elágazás                      | 91.1 km  | 3874, 3881, 3885, 3892, 3895 |
| 22                                                                                               | Bodrogkeresztúr, községháza                            | 91.6 km  | 3874, 3881, 3885, 3892, 3895 |
| 23                                                                                               | Bodrogkeresztúr, Kossuth utca 20.                      | 93.1 km  | 3874, 3881, 3885, 3892, 3895 |
| 24                                                                                               | Bodrogkeresztúr, vasútállomás                          | 94.0 km  | 3874, 3881, 3885, 3892 Zemplén InterCity, személyvonat – Bodrogkeresztúr [80.] |
| 25                                                                                               | Bodrogkisfalud bejárati út                             | 94.5 km  | 3874, 3881, 3885 |
| 26                                                                                               | Bodrogkisfalud, Hunyadi út                             | 95.2 km  | 3874, 3881, 3885 |
| 27                                                                                               | Szegi, felső                                           | 96.2 km  | 3874, 3881, 3885 |
| 28                                                                                               | Szegi, vegyesbolt                                      | 96.9 km  | 3874, 3881, 3885 |
| 29                                                                                               | Szegi, Alkotmány utca 74.                              | 97.8 km  | 3874, 3881, 3885 személyvonat – Szegi [80.] |
| 30                                                                                               | Szegilong, községháza                                  | 99.7 km  | 3874, 3881, 3885 Zemplén InterCity, személyvonat – Erdőbénye [80.] |
| 31                                                                                               | Olaszliszka, Kossuth utca 117.                         | 102.6 km | 3868, 3881, 3885, 3890 |
| 32                                                                                               | Olaszliszka, vegyesbolt                                | 103.0 km | 3868, 3881, 3885, 3890 |
| 33                                                                                               | Olaszliszka, községháza                                | 103.7 km | 3868, 3881, 3885, 3890 |
| 34                                                                                               | Olaszliszka, felső                                     | 104.4 km | 3868, 3881, 3885, 3890 |
| 35                                                                                               | Vámosújfalu, Kossuth utca 93.                          | 105.0 km | 3868, 3881, 3885, 3890 |
| 36                                                                                               | Olaszliszka-Tolcsva vasútállomás                       | 105.7 km | 3868, 3881, 3884, 3885, 3890, 3891 Füzér InterCity, Zemplén InterCity, személyvonat – Olaszliszka-Tolcsva [80.] |
| 37                                                                                               | Vámosújfalu, vegyesbolt                                | 106.0 km | 3729, 3881, 3884, 3885, 3891 |
| 38                                                                                               | Sárazsadány alsó bejárati út                           | 108.1 km | 3729, 3881, 3884, 3885 |
| 39                                                                                               | Sárazsadány felső bejárati út                          | 109.8 km | 3729, 3881, 3884, 3885 |
| 40                                                                                               | Bodrogolaszi, iskola                                   | 111.9 km | 3729, 3881, 3884, 3885 Zemplén InterCity, személyvonat – Bodrogolaszi [80.] |
| 41                                                                                               | Bodroghalász bejárati út                               | 115.2 km | 3729, 3881, 3884, 3885 |
| 42                                                                                               | Sárospatak, Arany János utca 107.                      | 115.6 km | 3881, 3884, 3885 |
| 43                                                                                               | Sárospatak, Arany János utca 75.                       | 115.9 km | 3881, 3884, 3885 |
| 44                                                                                               | Sárospatak, Árpád Vezér Gimnázium                      | 116.5 km | 3729, 3881, 3884, 3885 |
| 45                                                                                               | Sárospatak, Bodrog Áruház                              | 117.4 km | 3729, 3869, 3872, 3873, 3875, 3878, 3879, 3880, 3881, 3882, 3883, 3884, 3885, 3886, 3888, 3889, 3923 |
| 46                                                                                               | Sárospatak, vasútállomás                               | 118.3 km | 3729, 3869, 3870, 3871, 3872, 3873, 3875, 3878, 3879, 3880, 3881, 3882, 3883, 3884, 3885, 3886, 3888, 3889, 3930 Füzér InterCity, Zemplén InterCity, személyvonat – Sárospatak [80.] |
| 47                                                                                               | Sárospatak, gimnázium                                  | 118.9 km | 3729, 3869, 3870, 3871, 3930 |
| 48                                                                                               | Sárospatak, Kazinczy utca                              | 119.7 km | 3729, 3869, 3870, 3871, 3930 |
| 49                                                                                               | Végardói elágazás                                      | 121.6 km | 3729, 3870, 3871, 3930 |
| 50                                                                                               | Károlyfalva bejárati út                                | 123.8 km | 3729, 3870, 3871, 3909, 3930 |
| 51                                                                                               | Köveshegy                                              | 125.1 km | 3729, 3870, 3871, 3909, 3930 |
| 52                                                                                               | Várhegy                                                | 127.7 km | 3729, 3870, 3871, 3909, 3930 |
| 53                                                                                               | Sátoraljaújhely, telefongyár                           | 129.1 km | 3729, 3870, 3871, 3909, 3930 |
| 54                                                                                               | Sátoraljaújhely, vasútállomás vonalközi végállomás     | 130.1 km | 3729, 3870, 3900, 3901, 3903, 3907, 3909, 3919, 3920, 3923, 3925, 3929, 3930 Füzér InterCity, Zemplén InterCity, személyvonat – Sátoraljaújhely [80.] |
| 55                                                                                               | Sátoraljaújhely, Kossuth utca 33.                      | 130.5 km | 3870, 3871, 3900, 3901, 3903, 3907, 3909, 3919, 3920, 3923, 3924, 3925, 3929, 3930 |
| 56                                                                                               | Sátoraljaújhely, Hősök tere                            | 130.9 km | 3870, 3871, 3900, 3901, 3903, 3907, 3909, 3919, 3920, 3923, 3924, 3925, 3929, 3930 |
| 57                                                                                               | Sátoraljaújhely, Vasvári Pál utca                      | 131.5 km | 3870, 3871, 3900, 3901, 3903, 3907, 3929, 3930 |
| 58                                                                                               | Sátoraljaújhely, közgazdasági iskola                   | 132.1 km | 3870, 3871, 3900, 3901, 3903, 3907, 3909, 3929, 3930 |
| 59                                                                                               | Sátoraljaújhely, Kazinczy utca 70.                     | 132.6 km | 3870, 3871, 3900, 3901, 3903, 3907, 3909, 3929, 3930 |
| 60                                                                                               | Sátoraljaújhely, Kazinczy utca 138.                    | 133.5 km | 3870, 3871, 3900, 3901, 3903, 3907, 3909, 3929, 3930 |
| 61                                                                                               | Sátoraljaújhely, torzsás                               | 133.8 km | 3870, 3871, 3900, 3901, 3903, 3907, 3909, 3929, 3930 |
| 62                                                                                               | Sátoraljaújhely, kalandpark végállomás                 | 134.8 km | 3870, 3900, 3901, 3907 |